# Neonemobius mormonius
Neonemobius mormonius is een rechtvleugelig insect uit de familie krekels (Gryllidae). De wetenschappelijke naam van deze soort is voor het eerst geldig gepubliceerd in 1896 door Scudder.